# حسین‌آباد (کنارک)
حسین‌آباد (کنارک)، روستایی از توابع بخش مرکزی شهرستان کنارک در استان سیستان و بلوچستان ایران است.

## جمعیت
این روستا در دهستان جهلیان قرار دارد و براساس سرشماری مرکز آمار ایران در سال ۱۳۸۵، جمعیت آن ۱۴ نفر (۴خانوار) بوده‌است.